# حضرمی‌ها
حَضرَمی‌ها (عربی: حضرمي. جمع: الحضارم) مردمی هستند که در منطقه حَضرَموت یمن زندگی می‌کنند. زبان آن‌ها عربی حضرموتی است. جمعیت حضرموت حدود دو میلیون نفر است که بین ۱۳۰۰ قبیله مختلف تقسیم شده‌اند.

## پیشینه
حضرمی‌ها سنت دریانوردی و بازرگانی دیرینه‌ای دارند. دریانوردان حضرمی به‌شمار فراوان در سراسر محدوده اقیانوس هند، از شاخ آفریقا تا کرانه مالابار، و تا حیدرآباد در جنوب هند، و از سری‌لانکا تا جنوب شرق آسیا رفت‌وآمد داشتند و نقش مهمی در گسترش اسلام (سنی شافعی) در اندونزی و مالزی داشتند. آن‌ها در بسیاری مکان‌ها به عنوان سازمان‌دهندگان سفر حج عمل می‌کردند.
گروه‌هایی از حضرمی‌ها در بندرهای بازرگانی کشورهای عربی خلیج فارس و دریای سرخ حضور دارند. صرافان جده، در عربستان، معمولاً از قدیم حضرمی بوده‌اند.
مهاجران حضرمی حضور چشمگیری در منطقه شاخ آفریقا داشتند. این مهاجران در تحکیم جامعه مسلمانان در منطقه ساحلی موسوم به بنادر در سومالی نقش مهمی ایفا کردند. در دوران استعماری، حضرمی‌های ناخرسند از درگیری‌های قبیله‌ای از قبایل جدا شده و در شهرهای گوناگون سومالی سکونت گزیدند. بسیاری از این افراد به عنوان مزدور در زمره سپاهیان سلطان‌نشین‌های سومالی درآمدند.
بیشتر حضرمی‌ها مسلمان سنی‌مذهب (شافعی) هستند و گرایش تصوف نیز در میان آنها قوی است. اکثریت حضرمی‌های یهودی به اسرائیل مهاجرت کرده‌اند.
گفته شده که گروه‌هایی از حضرمی‌ها نیز در موزامبیک و ماداگاسکار زندگی می‌کنند.